# Augustin de Gottignies
Pour les articles homonymes, voir Gottignies.
Augustin de Gottignies (†11 décembre 1656), chevalier (par lettres du roi Philippe IV du 27 septembre 1623), seigneur de Gottignies, de la Haye, de Woudenbroeck, de Borghestein (etc.), admis au lignage de Caudenbergh, fut secrétaire du Conseil privé dans les Pays-Bas espagnols. 

## Famille

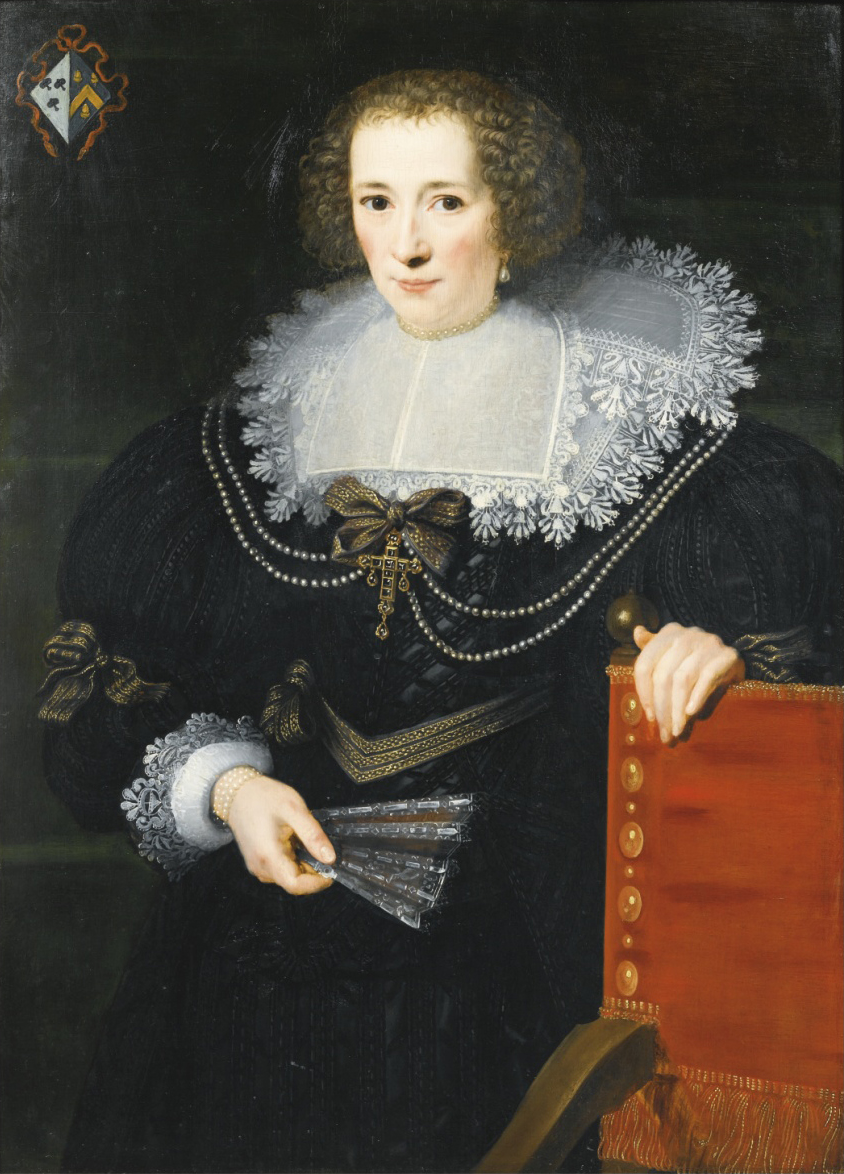
Marguerite Verreycken.

Il avait épousé (par contrat du 3 novembre 1617) Marguerite Verreycken, fille de Louis Verreycken, chevalier, seigneur de Hamme, Sart-sur-Thyl, Impden, Wolvertem, Rossum, Mueseghem et Ruart, conseiller au Conseil d'État et au Conseil de Guerre, trésorier de l'Ordre de la Toison d'or, ambassadeur à la paix conclue à Vervins (2 mai 1598) et à la trêve conclue à Anvers (9 avril 1609) (décédé le 23 octobre 1621, à l'âge de 69 ans), et de Louise Micault (décédée le 8 juillet 1622, à l'âge de 55 ans). De ce mariage sont issus :
1. 1. Lancelot de Gottignies, chanoine de Saint-Servais à Maastricht, puis de Sainte-Gudule à Bruxelles, puis évêque de Ruremonde, sacré le 16 octobre 1672 (+Bruxelles, 25 août 1673).
  2. Ignace de Gottignies, seigneur de la Haye et de Borghestein, baron du Saint-Empire (par diplôme de l'empereur Léopold en 1658).
  3. Jean-Baptiste de Gottignies.
  4. Antoine-Pierre de Gottignies.
  5. Nicolas-Servais de Gottignies (testament du 22 avril 1683).
  6. Louise-Paule de Gottignies.
  7. Gilles-François de Gottignies, né à Bruxelles en 1630, jésuite, mathématicien, membre de l'Académie de Mathématique de Louvain, professeur de mathématiques au collège des Jésuites de Rome de 1661 à 1683, en 1684 devint conseiller de la cour de Naples dans le domaine des mathématiques et des machines. Il mourut à Rome en 1689. Plusieurs de ses livres d'algèbre, de géométrie, de mathématique et d'astronomie ont été publiés en Italie à partir de 1669. Il fut également l'architecte de plusieurs édifices construits par les Jésuites.
  8. Catherine-Marguerite de Gottignies (née le 25 septembre 1631 et décédée le 4 décembre 1690), épousa par contrat du 25 novembre 1662, Jean-Balthazard de Vischer, baron de Celles.
  9. Anne-Pétronille de Gottignies.

### Armes
| Armoiries d'Augustin de Gottignies - Verreycken | Armoiries d'Augustin de Gottignies - Verreycken |
| ----------------------------------------------- | ----------------------------------------------- |
|                                                 | d'argent à trois maillets de sable              |

## Sources et bibliographie
- J.S.F.J.L. de Herckenrode, Nobiliaire des Pays-Bas et du comté de Bourgogne par M. de Vegiano, sr d'Hovel, Gand, 1865, t. II, p. 844-845.
- J. Proost, Inventaire ou table alphabétique & analytique des noms de personnes contenus dans les registres aux gages & pensions des Chambres des comptes, Bruxelles, 1890, p. 25, 36, 44 et 56.
- Paul Janssens et Luc Duerloo, Armorial de la noblesse belge du XVe au XXe siècle, Bruxelles, 1992, t. II, p. 209.